# Pteleocarpa lamponga
Pteleocarpa là một chi thực vật hạt kín. Chi này chỉ chứa 1 loài cây gỗ phân bố ở miền tây Malesia với danh pháp Pteleocarpa lamponga.

## Từ nguyên
Từ tiếng Hy Lạp Ptelea để chỉ một nhóm cây gỗ thuộc họ Rutaceae (họ cam chanh) và tiếng Hy Lạp karpos (quả), do hình dáng quả của nó trông rất giống quả của các loài Ptelea; tính từ chỉ tên loài là từ tiếng Latinh lamponga để chỉ Lampong (Lampung), một tỉnh nằm ở miền cực nam đảo Sumatra, một trong các khu vực phân bố tự nhiên của loài này. Tên gọi thông thường trong tiếng Mã Lai là tembusu tikus hay singgah.

## Phân loại
Pteleocarpa lamponga có lịch sử phân loại đầy biến động và từng được xếp trong các họ khác nhau như Icacinaceae, Cardiopteridaceae, Boraginaceae và một vài họ khác. Chính vì thế mà nó từng được coi là kỳ dị. Chẳng hạn, các quả có cánh của nó là hoàn toàn kỳ dị trong họ Boraginaceae, nơi nó từng được đặt trong thập niên 2000. Tên gọi họ Pteleocarpaceae cũng đã từng được sử dụng, nhưng lại không được công bố hợp lệ cho tới tận năm 2011, khi mô tả bắt buộc được công bố hợp lệ trong Kew Bulletin. Một nghiên cứu hình thái học cho chi/loài này được công bố năm 2014. Cũng trong năm 2014, một nghiên cứu phát sinh chủng loài cấp độ phân tử của lamiids (= Garryidae) đã lấy mẫu Pteleocarpa và kết quả phân tích cho thấy nó là đơn vị phân loại có quan hệ chị-em với Gelsemiaceae. Cả hai chi của Gelsemiaceae (là Gelsemium và Mostuea) cũng được lấy mẫu và kết quả này có hỗ trợ thống kê tối đa trong 3 phương thức phân tích mô tả nhánh khác biệt. Các tác giả của nghiên cứu này cũng khuyến cáo nên đưa Pteleocarpa vào trong Gelsemiaceae. Điều này đã được chính thức thực hiện cùng trong năm 2014 bằng việc sửa đổi định nghĩa họ Gelsemiaceae để chứa thêm nó. Trong hệ thống APG IV công bố năm 2016, Pteleocarpa cũng được gộp trong Gelsemiaceae.

## Phân bố
Trong các khu rừng nguyên sinh hoặc thứ sinh vùng đất thấp hoặc sườn đồi ở miền nam Thái Lan, Malaysia bán đảo, Sumatra, Java, Borneo, ở cao độ tới 1.500m. Thường thấy trong rừng hỗn hợp với các loài dầu (Dipterocarpaceae) hay sim (Myrtaceae) đặc trưng của khu vực này. Loại đất thích hợp là đất cát thoát nước tốt, chua và nghèo dinh dưỡng (kiểu rừng Kerangas), nhưng cũng thấy trên các loại đất nguồn gốc đá vôi hay đá siêu mafic.

## Mô tả
Cây gỗ từ trung bình tới lớn, cao tới 30 m, đường kính ngang ngực của cây trưởng thành khoảng 50 cm. Tán lá rậm rạp. Các lá đơn có cuống, mọc so le, gân lá lông chim, kích thước 2,5-14 x 1-6 cm. Hoa đường kính khoảng 8mm, cánh hoa màu vàng (ít khi đỏ), mọc thành các chùy hoa ở đầu cành. Thụ phấn nhờ côn trùng. Quả dẹt có cánh rộng hình tròn hay ôvan, màu xanh lục ánh vàng, đường kính khoảng 40-55mm với khía chữ V hoặc xẻ đôi sâu ở đỉnh, chứa 1 hạt phát tán nhờ gió. Khi chín đổi sang màu hồng hay đỏ.

## Sử dụng
Gỗ dùng trong xây dựng nhà cửa. Hạt của quả chín ăn được, dùng làm hương liệu/gia vị thực phẩm. Cũng hay được trồng làm cây cảnh.